# Cojoba costaricensis
Cojoba costaricensis är en ärtväxtart som beskrevs av Nathaniel Lord Britton och Joseph Nelson Rose. Cojoba costaricensis ingår i släktet Cojoba, och familjen ärtväxter. Inga underarter finns listade i Catalogue of Life.